# Лебединський Олексій Ігорович
Олексій Ігорович Лебединський, Професор Лебединський (нар. 28 травня 1968, Ленінград, РРФСР) — російський співак, композитор, фотохудожник, артист, рекламний діяч. Здобув широку популярність в середині 1990-х років в Росії і багатьох пострадянських країнах за рахунок пісень, які виконує в оригінальному тембровому оформленні: «Я вб'ю тебе, човняр», «Там вдалині, у метро», «Я танцюю п'яний на столі!» і «Комарики» (з групою «Жуки») та інших.

## Громадянська позиція
Підтримав Україну під час російської збройної агресії проти України. Вважає, що російська агресія проти України та дії окремих росіян, направлені на підтримку цієї агресії ведуть Росію до розвалу і війни.
У серпні 2017 року Олексій «Професор» Лебединський відвідав Київ, і заявив:
| Ми їхали Києвом, проїжджали повз караоке і чуємо — люди співають Лепса. У центрі Києва вони співають Лепса — тої самої людини, яка виступає на святі, присвяченому віджиманню Криму. Ось що думають ті українці, які співають Лепса? |
| І як ви співаєте пісні цієї повії, яка стоїть поруч з людиною, яка послала людей стріляти у ваших хлопців? От мені хочеться поставити запитання: як ви, українці, співаєте Лепса, який вам у чистому вигляді ворог, який відс...сує у людини, яка на вас напала? Але співають![2] |

## Дискографія
- 1996 — «Давай-Давай!»
- 1997 — «Хэллоу-Гудбай»
- 1998 — «Смеяться или Плакать»
- 1999 — «Танцы-Шманцы», Кныш и Смородина
- 2005 — «Новое и лучшее»
- 2007 — «И снова здравствуйте»
- 2013 — «Лирика» (вініл)

## Фільмографія
- 1998 — «Вулиці розбитих ліхтарів» (серія «Справа № 1999») — камео
- 1998 — «Бобака Саскервілей»
- 1999 — «Тонка штучка» — Сергій